# Bomenwijk (Heerhugowaard)
De Bomenwijk of Bomenbuurt is een wijk in de plaats Heerhugowaard, gelegen ten oosten van de middenweg. De naam van de wijk is toepasselijk want de wijk heeft een groot park met recreatiemogelijkheden waaronder voetbalclub SVW '27, een kinderboerderij, speelplaats De Bolle Buik en een midgetgolfbaan. In het park is er de mogelijkheid te trimmen waarbij bordjes staan aangegeven met trimopdrachten.